# Bayern-Rundfahrt 2010
Die 31. Bayern-Rundfahrt fand vom 26. bis zum 30. Mai 2010 statt. Das Rennen wurde in fünf Etappen, darunter ein Einzelzeitfahren, über eine Distanz von 749,4 Kilometern ausgetragen. Es gehört zur UCI Europe Tour 2010 und ist dort in die Kategorie 2.HC eingestuft.

## Teams
Zu der Rundfahrt wurden acht ProTour-Teams, sechs Professional Continental Teams und vier Continental Teams eingeladen.

### Teilnehmende ProTeams
- Team Milram
- Team Saxo Bank
- Team Sky
- Euskaltel-Euskadi
- Lampre-Farnese Vini
- ag2r La Mondiale
- Team HTC-Columbia
- Garmin-Transitions

### Teilnehmende Professional Continental Teams
- Skil-Shimano
- Vacansoleil
- Topsport Vlaanderen-Mercator
- Vorarlberg-Corratec
- Cervélo TestTeam
- Xacobeo Galicia

### Teilnehmende Continental Teams
- Team Nutrixxion-Sparkasse
- Team NetApp
- Heizomat
- Team Kuota-Indeland

## Etappen
Die Etappen wurden am 5. Dezember 2009 in Fürstenfeldbruck der Öffentlichkeit vorgestellt.
| Etappe    | Tag     | Start–Ziel                  | km    | Typ              | Etappensieger  | Gesamtwertung  |
| --------- | ------- | --------------------------- | ----- | ---------------- | -------------- | -------------- |
| 1. Etappe | 26. Mai | Erding – Viechtach          | 189,8 | Flachetappe      | Rubén Pérez    | Rubén Pérez    |
| 2. Etappe | 27. Mai | Viechtach – Bayreuth        | 200,5 | Flachetappe      | Robert Wagner  | Leigh Howard   |
| 3. Etappe | 28. Mai | Bayreuth – Hersbruck        | 175,1 | Bergetappe       | Gerald Ciolek  | Rubén Pérez    |
| 4. Etappe | 29. Mai | Berching                    | 27,8  | Einzelzeitfahren | Maxime Monfort | Maxime Monfort |
| 5. Etappe | 30. Mai | Berching – Fürstenfeldbruck | 156,2 | Flachetappe      | Marcin Sapa    | Maxime Monfort |

## Gesamtwertung
Gewinner der Gesamtwertung wurde der Belgier Maxime Monfort. Serafín Martínez gewann die Bergwertung, Leigh Howard die Sprintwertung und Adriano Malori die Nachwuchswertung. Sieger der Teamwertung war die italienische Mannschaft Lampre-Farnese Vini.